# Consejo Superior del Deporte Militar
El Consejo Superior del Deporte Militar (CSDM) de España es el órgano colegiado de la Administración General del Estado, adscrito a la Subsecretaría de Defensa y jerárquicamente dependiente del Ministro de Defensa, que ejerce las competencias del Departamento en los ámbitos de la educación física y el deporte.

## Historia
El CSDM tiene sus orígenes en la Comisión Interministerial para la Coordinación del Deporte en las Fuerzas Armadas creada el 27 de enero de 1970,  dependiente del Alto Estado Mayor y que tenía como funciones coordinar los distintos organismos del deporte militar existentes en los ministerios de Marina, del Aire y del Ejército.
En 1979, tras la unificación ministerial de las Fuerzas Armadas de 1977 bajo un único mando civil en el Ministerio de Defensa, el vicepresidente primero del Gobierno para asuntos de la Defensa, Manuel Gutiérrez Mellado, creó el Consejo Superior de Educación Física y Deportes de las Fuerzas Armadas (CSEFDFAS), otorgando su presidencia a la subsecretaría de Defensa, posición que antes correspondía al General Jefe del Alto Estado Mayor.
En 1993, se previó una representación de la Guardia Civil en la Consejo debido a su naturaleza militar, sin embargo, debido a la no pertenencia de este cuerpo a las Fuerzas Armadas, la denominación del Consejo resultaba exclusiva. Ante esta situación, en febrero de 2018 el Gobierno renombró este órgano como Consejo Superior del Deporte Militar.

## Funciones
El CSDM es responsable de dirigir todas las actividades de carácter nacional, internacional o interejércitos que se desarrollen en materia de educación física y deportes en el seno de las Fuerzas Armadas y del Cuerpo de la Guardia Civil; de coordinar y visar los reglamentos de las Juntas Centrales de Educación Física y Deportes de los Ejércitos y del Cuerpo de la Guardia Civil; de establecer y mantener las relaciones institucionales necesarias con los organismos y entidades, nacionales e internacionales, competentes en materia de educación física y deportes y designar, en su caso, las representaciones pertinentes ante ellos y de aprobar el programa anual de competiciones deportivas militares de carácter nacional, internacional o interejércitos.
Asimismo, es el órgano responsable de autorizar la celebración en territorio español de competiciones deportivas militares de carácter internacional y la participación de equipos nacionales deportivos militares en competiciones internacionales, de reconocer la existencia de modalidades deportivas militares y aprobar sus reglamentos, de promover e impulsar la investigación científica y técnica sobre las materias relacionadas con la educación física y el deporte; de fomentar la creación de asociaciones deportivas y llevar a cabo su reconocimiento en el ámbito de la Defensa, de impulsar la organización, construcción, mejora y funcionamiento de instalaciones deportivas militares, elaborando propuestas concretas en colaboración con las Juntas Centrales; asesorar sobre estos asuntos a los órganos correspondientes del Ministerio de Defensa, y actualizar permanentemente el censo de dichas instalaciones, contando para ello con la colaboración de los organismos pertinentes, de procurar los medios necesarios para la preparación técnica y el apoyo científico y médico de los deportistas militares de alto nivel, y su plena integración profesional y de proponer al Presidente del Consejo la concesión de las distinciones, condecoraciones y premios deportivos militares.
El Consejo también asesora a los órganos correspondientes del Ministerio de Defensa sobre las pruebas físicas periódicas a realizar por el personal de las Fuerzas Armadas o del Cuerpo de la Guardia Civil y a los órganos directores de la enseñanza militar sobre la definición, la evaluación y el control periódico de la aptitud física de los alumnos de los centros docentes militares y de quienes aspiren a ingresar en ellos, así como coordinar y promocionar las actividades deportivas de los centros docentes militares de formación.

## Organización
El Consejo Superior del Deporte Militar se compone de cinco órganos, tres de ellos unipersonales (presidencia, vicepresidencia y secretaría general) y dos colegiados (pleno y comisión permanente).

### Presidente
La presidencia del Consejo recae en el subsecretario de Defensa y le corresponde ejercer la representación y la alta dirección del Consejo, con arreglo a las directrices que, en su caso, establezca el Ministro de Defensa; convocar los plenos y establecer el orden del día; presidir las sesiones del Pleno del Consejo y visar las actas y certificaciones de los acuerdos del órgano; conceder las distinciones, condecoraciones y premios deportivos militares del Consejo y ejercer cuantas otras funciones sean inherentes a su condición de Presidente del Consejo, le delegue el ministro de Defensa o se deriven de lo establecido en este real decreto.

### Vicepresidente
La vicepresidencia del Consejo le corresponde al Director general de Reclutamiento y Enseñanza Militar. Se encarga de sustituir al Presidente en casos de vacante, ausencia, enfermedad u otra causa legal; de presidir la Comisión Permanente y de ejercer cuantas otras funciones sean inherentes a su condición de Vicepresidente o le delegue u ordene el presidente.

### Secretario General
El secretario general del Consejo es un oficial con el empleo de Coronel o Teniente Coronel, perteneciente a cualquier Ejército, o al Cuerpo de la Guardia Civil, nombrado por el ministro de Defensa, a propuesta del Presidente del Consejo y destinado, como Jefe de Área, en la Dirección General de Reclutamiento y Enseñanza Militar del Ministerio de Defensa.
El secretario general actúa como secretario de los dos órganos colegiados, preparando las reuniones del Pleno y de la Comisión Permanente y convocándolas a indicación de sus respectivos presidentes; levanta el acta de las sesiones del Pleno y de la Comisión Permanente del Consejo y da fe de sus acuerdos, con el visto bueno de sus respectivos presidentes; custodia la documentación y archivos del Consejo; expedide las certificaciones que soliciten las autoridades y los interesados, o sus representantes y organiza los actos solemnes cuya celebración acuerde el Consejo. Supervisa, por delegación expresa del Presidente, la organización y el protocolo de los actos que acompañen a acontecimientos deportivos aprobados por el Consejo.
Además, Gestiona, coordina y controla los recursos personales y materiales del Consejo y, en particular, ordena su régimen administrativo, prepara el proyecto de presupuesto del Consejo y formula y mantiene el inventario del Consejo.

### Órganos colegiados
El Pleno y la Comisión Permanente desarrollan las funciones encomendandas al Consejo Superior del Deporte Militar. Están compuestos por oficiales militares del Ministerio de Defensa, de las Fuerzas Armadas y de la Guardia Civil.